# Krasnoje (jezioro)
Krasnoje (ros. Красное озеро) – jezioro w azjatyckiej części Rosji, w Czukockim Okręgu Autonomicznym.
Leży na Nizinie Anadyrskiej, na północny zachód od gór Rarytkin; w dorzeczu dolnego Anadyru; powierzchnia 458 km²; połączone z jedną z odnóg Anadyru; docierają do niego pływy morskie z Zatoki Anadyrskiej.